# Brønderslev Gamle Kirke
Brønderslev Gamle Kirke ligger i den østlige del af Brønderslev i Vendsyssel (Region Nordjylland, – tidligere
Børglum Herred, Hjørring Amt). Kirken er opført i romansk tid af granitkvadre over karnisprofileret sokkel. Apsis har profileret gesims og gammelt, blytækt tagværk med hoved foroven. De rundbuede døre er bevaret med kragsten, norddøren tilmuret, syddøren stadig i brug. Apsisens rundbuede østvindue og korets nordvindue er stadig åbent, i skibets nordmur ses et tilmuret, romansk vindue. Skibets vestende har været underdel for et sengotisk tårn, der blev nedrevet i 1700-tallet. Ved vestenden står nu en klokkestabel. Våbenhuset er opført i 1623. I 1922 opførtes den nye kirke, og siden da er den gamle kirke mest blevet brugt til begravelser, da den ligger på kirkegården. Kirken blev restaureret i 1974-76.
Frem til 1687 var hørte kirken til Kornumgård, bl.a. har kirken haft stolestader med våben for Jens Andersen Kjærulf og Anna Griis. I 1679 opførte Helmig Galskyt til Kornumgård et gravkapel på skibets nordside, gravkapellet blev nedrevet i 1855, i murværket omkring norddøren kan stadig ses mærker efter gravkapellet. I 1687 overgik kirken til Birkelse og familien Skeel, som ejede kirken frem til 1912, da den overgik til selveje.
Den runde korbue er bevaret med kragbånd og sokkel. Apsis har bevaret sit halvkuppelhvælv, men er nu afskilret fra koret ved en mur. I sengotisk tid fik koret indbygget et stjernehvælv og skibet to krydshvælv. Altertavlen i renæssance er fra omkring 1600, malerierne er samtidige, bag alteret er ophængt et maleri fra 1800-tallet, formodentlig har det en tid fungeret som altertavlemaleri. Prædikestolen må være samtidig med altertavlen.
Den romanske granitdøbefont har glat kumme og terningkapitælformet fod. Fonten har lighed med Vendsyssel-typen.

## Eksterne kilder og henvisninger
- Wikimedia Commons har flere filer relateret til Brønderslev Gamle Kirke
- Brønderslev Gamle Kirke Arkiveret 31. januar 2011 hos  Wayback Machine hos nordenskirker.dk
- Brønderslev Gamle Kirke hos KortTilKirken.dk